# Gladewater
Gladewater è una città situata tra le contee di Gregg e Upshur nello Stato del Texas. La popolazione era di 6 134 abitanti al censimento del 2020. La U.S. Route 80 attraversa la città.
All'inizio del XX secolo, Gladewater visse un boom petrolifero. Nel 1995, la legislatura del Texas l'ha proclamata "la capitale dell'antiquariato del Texas orientale".

## Geografia fisica
Secondo l'Ufficio del censimento degli Stati Uniti, ha una superficie totale di 12,15 mi² (31,47 km²).

## Storia
Gladewater è stata fondata dalla Texas and Pacific Railway nel 1873 su un terreno acquistato da Jarrett Dean e Anderson White. Una comunità chiamata St. Clair, situata a 3 km a est, decise di "spostarsi" a Gladewater, poiché la ferrovia aveva dichiarato che sarebbe stata l'unica fermata nella zona; i residenti di Point Pleasant, anch'essi oltrepassati dalla ferrovia, si trasferirono a Gladewater. Il primo ufficio postale di Gladewater fu istituito il 22 agosto 1873. Il nome della città deriva probabilmente dalla sua vicinanza al Glade Creek, un affluente del fiume Sabine che sorgeva in una regione piuttosto arida chiamata Glades.
Nel 1874, Gladewater fu incorporata e venne istituita l'amministrazione comunale con un sindaco e un assessore. Tuttavia, lo status di incorporazione durò poco, infatti solo nel 1931, quando era aumentato in modo esponenziale il numero di abitanti, la città ottenne di nuovo l'atto costitutivo. Nel 1955 si decise di cambiare l'organo amministrativo, con un sindaco e dei consiglieri. L'aumento della popolazione era lento nel XIX secolo; la città contava solo 163 abitanti nel 1880 e 259 nel 1900. La produzione di legname era un'importante mestiere nei dintorni di Gladewater, così come anche l'agricoltura; il cotone era il raccolto principale. Nel 1908 la città aveva dieci negozi, una banca, due fabbri, due alberghi, una sgranatrice di cotone, una segheria e una piallatrice. L'aumento della popolazione rimase lento fino al 1931.
Il 7 aprile 1931, venne scoperto il primo pozzo petrolifero a Gladewater. Si trovava a 1,6 km fuori dalla città, sul fondo del fiume Sabine. La produzione di petrolio aveva stimolato l'aumento della popolazione negli anni 1930, passando da circa 500 a circa 8 000 abitanti. Nel 1940, dopo il boom petrolifero, Gladewater aveva una popolazione di 4 454 abitanti. Negli anni 1940 furono avviati dei servizi per lo sviluppo della comunità, furono pavimentate le strade e costruito un aeroporto commerciale. Tra il 1940 e il 1960 la popolazione era aumentata fino a 5 742 abitanti. Il lago Gladewater, costruito sul Glade Creek nel 1954, è un importante luogo ricreativo per gli abitanti della città.
Durante gli anni 1970, l'economia di Gladewater si era spostata in altre direzioni, invece del petrolio, questo principalmente a causa dell'esaurimento delle risorse petrolifere nell'area. L'afflusso di acqua salata nel confine occidentale del grande giacimento petrolifero del Texas orientale ha colpito per primo Gladewater. Nel 1980 la città aveva un totale di 6 548 abitanti, di cui 4 311 nella contea di Gregg e 2 237 nella contea di Upshur. L'economia negli anni 1980 dipendeva dall'industria petrolifera e dalle attività correlate e dalla fabbricazione di prodotti come mobili, abbigliamento, prodotti di carta e barche. Anche l'industria del legname è importante, così come l'agricoltura. Nel 1990 la comunità era diventata famosa per i suoi numerosi negozi di antiquariato. Alcuni festival annuali importanti sono l'East Texas Gusher Days ad aprile, il Gladewater Roundup Rodeo a giugno, l'Arts and Crafts Festival a settembre e Natale a novembre. Gladewater è considerata un importante centro di antiquariato e si è guadagnata il soprannome di "capitale dell'antiquariato del Texas orientale".
Nel 1935, i Boston Red Sox decisero di creare una franchigia a Gladewater, i Gladewater Bears, che militavano nella Minor League Baseball. Da allora lo stadio è stato trasformato in un parco cittadino. Le caratteristiche predominanti dello stadio sono scomparse da tempo, ma lo stadio si trova vicino al Lee Building a Gladewater.

## Società

### Evoluzione demografica
Secondo il censimento del 2020, la popolazione era di 6 134 abitanti.